# Dub u Vlkavy
Památný dub letní u rybníka Vlkava (Quercus robur) je památný strom, který roste u Vlkavského rybníka u silnice spojující obce Vlkava a Čachovice. Dub byl prohlášen za památný strom pro svou velikost a jako významná krajinná dominanta.

## Základní údaje
- název: Dub letní u Vlkavy
- výška: 23 metrů[1]
- obvod: 545 centimetrů[1]
- věk: neuveden
- nadmořská výška: asi 184 metrů
- umístění: Středočeský kraj, okres Mladá Boleslav, obec Vlkava, vedle silnice spojující Vlkavu s obcí Čachovice.

## Galerie

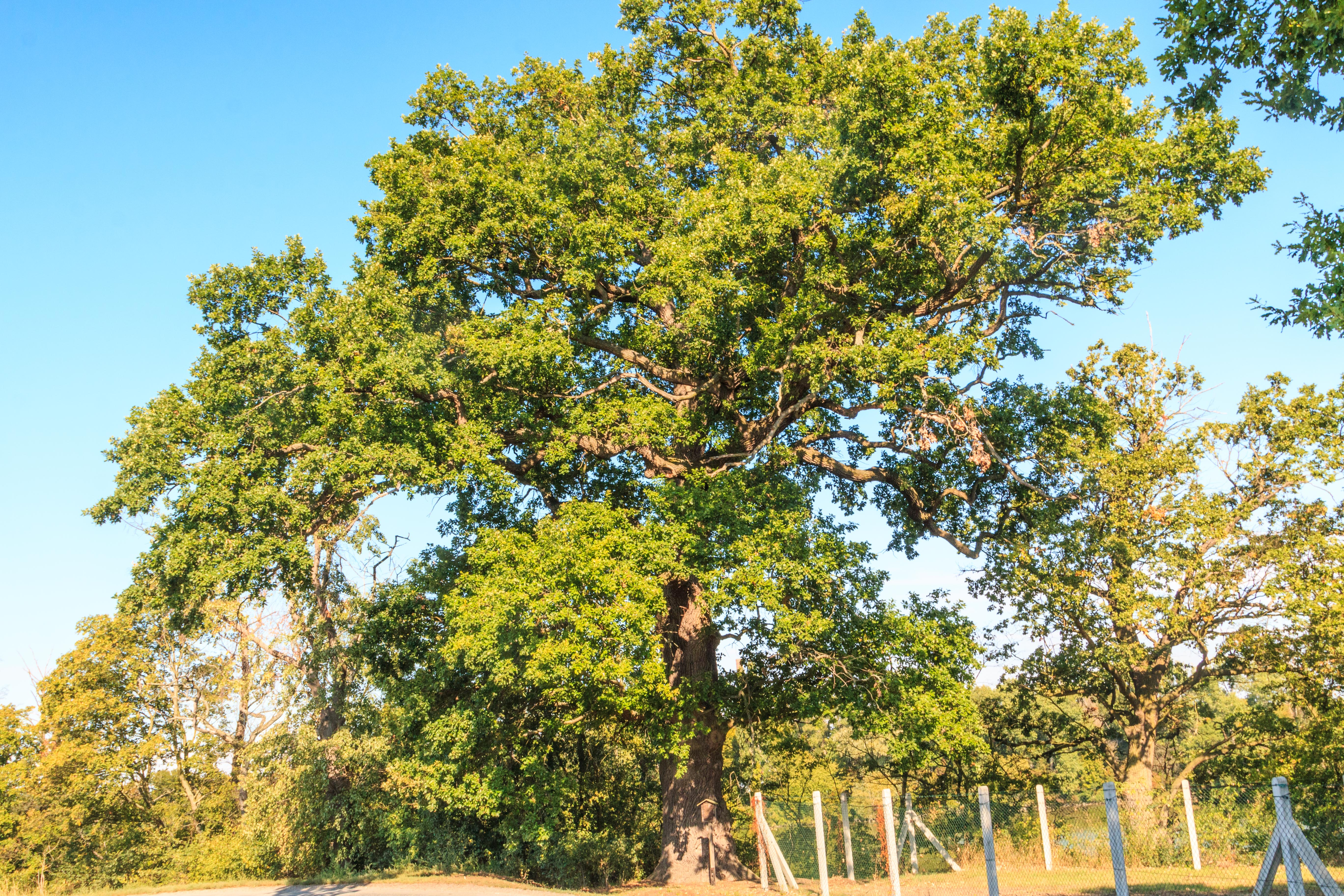
Památný dub u Vlkavy
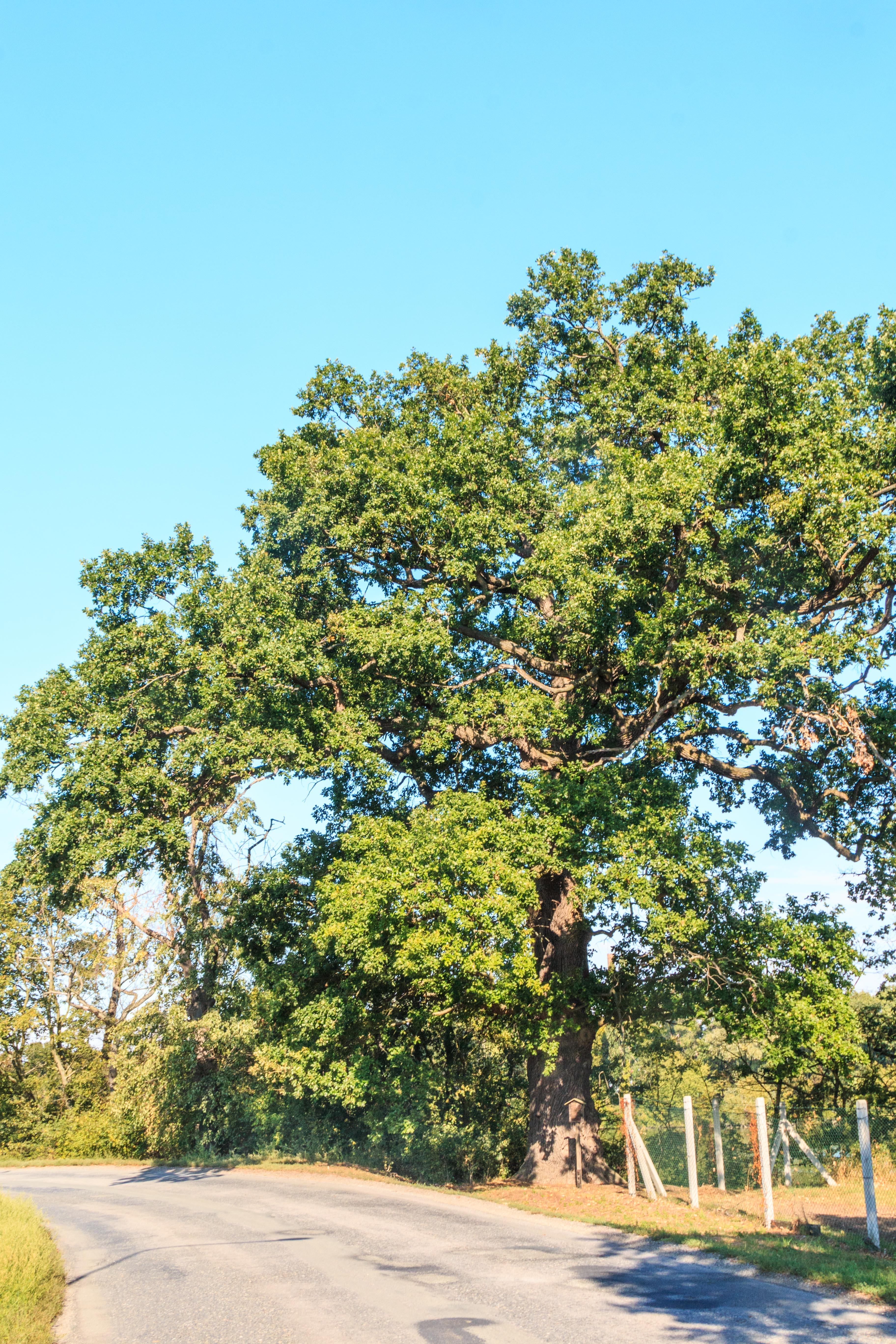
Památný dub u Vlkavy
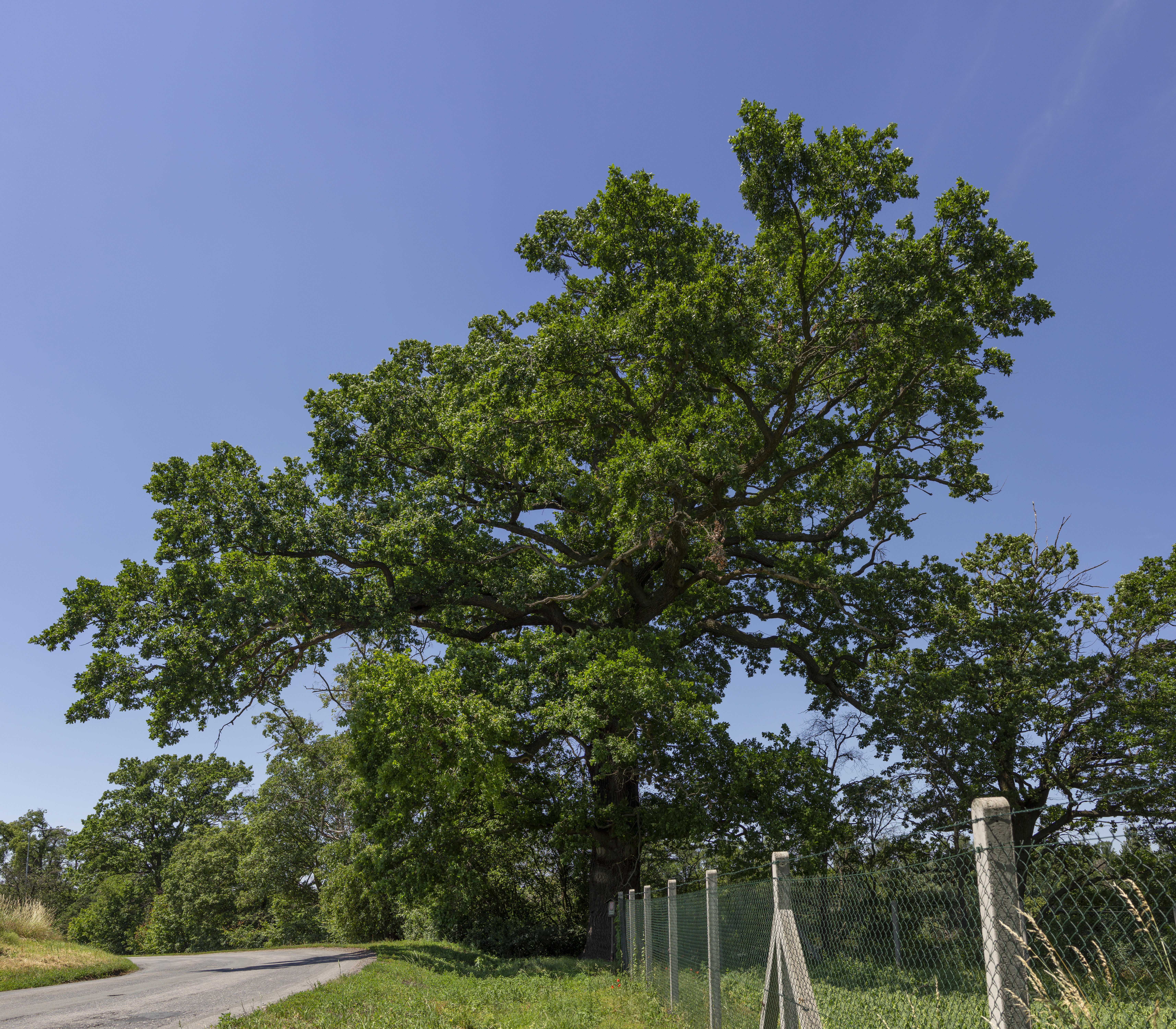
Památný dub u Vlkavy